# الاكمة (وادي موعة)

تعديل مصدري - تعديل

الاكمة محلة تابعة لقرية وادي موعة، التابعة لعزلة حقين بمديرية حزم العدين إحدى مديريات محافظة إب في الجمهورية اليمنية، بلغ تعداد سكانها 70 حسب تعداد اليمن لعام 2004.